# Nyctemera arieticornis
Nyctemera arieticornis là một loài bướm đêm thuộc phân họ Arctiinae, họ Erebidae.